# Моррис, Тревор
Тре́вор Мо́ррис (англ. Trevor Morrice; род. 23 сентября 1991 года, Калгари, Канада) — канадский прыгун с трамплина, участник двух зимних Олимпийских игр.

## Спортивная биография
Заниматься прыжками с трамплина Тревор Моррис начал в 8 лет.
В Кубке мира Моррис дебютировал в 2009 году в Ванкувере, как хозяин будущего места проведения Олимпийских игр, однако ни разу не прошёл квалификационный раунд. В Континентальном кубке Моррис дебютировал в октябре 2005 года, тогда же впервые попал в тридцатку лучших на этапах Континентального кубка. Всего имеет 8 попаданий в тридцатку лучших на этапах Континентального кубка. На чемпионате мира 2007 года в Саппоро, принял участие только в командных соревнованиях, где канадская сборная заняла 12-е место.
На зимних Олимпийских играх 2010 года в Ванкувере, принимал участие во всех трёх дисциплинах. В прыжках с нормального трамплина Моррис занял в квалификационном раунде 46-е место, а в прыжках с большого трамплина стал в квалификации 49-м. В командных соревнованиях канадская сборная показала 12-е место. После окончания сезона 2009/10 Тревор Моррис завершил спортивную карьеру, объяснив это тем, что больше не получает удовольствие от спорта. По окончании карьеры Моррис долгое время входил в тренерский состав сборной Канады, занимая должность ассистента главного тренера, но в ноябре 2013 года канадский прыгун возобновил свою спортивную карьеру.
В 2014 году Моррис выступил на зимних Олимпийских играх в Сочи. В прыжках с нормального трамплина Тревор не смог преодолеть квалификацию, заняв 47-е место. В прыжках с большого трамплина канадский прыгун впервые смог преодолеть квалификацию. В основном раунде Моррис показал 42-й результат. В командных соревнованиях канадская сборная заняла последнее 12-е место, а сам Тревор показал худший результат в своей команде.